# Centre de données et d'analyse pour les exoplanètes
Data and Analysis Center for Exoplanets • DACE
Le Centre de données et d'analyse pour les exoplanètes (en anglais Data and Analysis Center for Exoplanets, en abrégé DACE, prononcé [deɪs]) est une des plates-formes du pôle de recherche national suisse PlanetS.